# Google Image Labeler
Google Image Labelerは、ランダムに表示される画像にユーザがゲーム形式でラベル付けすることによって、Google画像検索の品質を向上する機能である。

## 歴史
2006年8月31日、Googleはこのサービスをベータ版として開始した。元になっているのは Luis von Ahn が開発したESPゲームと名付けられたゲームで、そのライセンスを受けてリリースされたのがGoogle Image Labelerである。
ゲームの内容は、2人のプレイヤが共通の画像を示され、画像のラベルにふさわしいと思う単語を想像してタイプするというもの。プレイヤー同士のコミュニケーション手段は一切なく、2人が入力したラベルが一致したときか、プレイヤの1人がパスを選択するとそれが相手に知らされるだけである。
リリース以来、Google Image Labelerにはさまざまな修正が少しずつ加えられてきている。2006年11月頃までは、ゲームの進行中でもマウスポインタを画像に合わせるとパートナーが付けたラベルを見ることができた。その後の修正により、パートナーのラベルはゲームの終了を待って"see partner's guesses"(「パートナーのラベルを見る」)をクリックしないと見えないようになった。2007年初頭にはパートナーが必ずボットである画像がいくつか登場した。ボットは決まったラベルのいくつかを常に同じ順番で付けたが、2007年3月13日には修正されて消滅した。また、ほとんどの画像がまったく新しいものとなり、古い画像には大量のoff-limits(無効の単語)リストができた。
2007年5月4日、ゲームは根本的に修正され、内容が大きく変わった。制限時間がそれ以前の90秒から2分(120秒)に延長され、画像ごとに100点が与えられる代わりに、具体的なラベルに高得点が与えられるようになった。たとえば"Man"(男)とラベル付けすれば50点であるが、"ビル・ゲイツ"であれば140点を得られる、といった具合である。2007年8月7日、両プレイヤのラベルが一致したときに点数だけが表示されるのではなく、ゲームの終了後に一致したラベルごとの得点が表示されるようになった。これにより、ラベル別の得点がわかりやすくなった。2007年10月15日、新しいバージョンがいったんはリリースされたが、その後キャンセルされた。従来のバージョンでは画面下部に画像がまとめて表示されていたのに対し、新バージョンではラベル付け中の画像のみが表示されるようになった。他に、点数の表示色が赤から緑になるなど、目立たない修正があった。最大の変化は、残時間のカウントが画像変更中は停止するようになったことである。これらの変更は2007年10月18日になってから完全に適用されたようである。

## ルール
ゲームを開始すると、他ユーザとランダムなペアが作られる。プレイヤは名前を登録すれば得点を累積記録できるが、ゲストとして一度きりのプレイもできる。プレイヤは世界中から参加している。英語を学習中のプレイヤもいれば、"soccer"と"football"のように同じ意味の異なる語彙を利用するアメリカ英語のプレイヤがイギリス英語のプレイヤとペアになることもある。待機中のプレイヤ数が奇数の場合、パートナープレイヤの代わりにあらかじめ記録された単語セットとのプレイとなる。
現在のルールは以下のとおりである(ルールの変化に関しては#歴史を参照)。2分間でペアは同じ画像を見て、画像の説明となるようなラベルをできるだけ多く入力する。2人のラベルが一致すると両者にスコアが与えられて次の画像に進み、制限時間いっぱいまでこれを繰り返す。2人の同意により画像をパスすることもできる。ラベルがどのぐらい具体的であるかに応じて50点から150点が得られる。150点が与えられることはまれであるが、名前や具体的な単語によっては得点が140点となることもある。画像の中に書かれた単語をラベルに選んでも同様である。”trees"(木々)や"man"(男)など、あまり具体的でない単語では50点しか得られない。タイプされた単語が正確に画像を表しているかどうかの確認はされておらず、たとえば双方が土星の画像に木星とラベル付けしても、140点を得られる。以前のユーザたちによって決定されたラベルがあると、それらは"off limits"リストに表示され、プレイ中のラウンドでは使用できない場合がある。
一部のプレイヤは、ペアに対する画像の提示に時間差が設けられているのではないかと考えている。このとき、先に画像を提示されたプレイヤが最初にタイプした単語のいくつかが相手プレイヤの"off-limits"として表示されるというのである。その場合、両プレイヤの"off-limits"リストの内容は必ずしも同一ではなくなる。"car"（車）や"bird"（鳥）、"girl"（女子）など、パートナーが簡単な単語が思いつかないように見えるのはこのせいではないかという。ごくまれに、2人に表示されていたのが異なる画像であったことがゲーム終了後に判明する場合がある。
これらは単なる誤りの可能性もあれば、ラベルが一致しないとどのぐらいの時間でプレイヤがパスするかを探るためのテストか、あるいは異なる画像を見ているのにラベルが一致するチートプレイヤを検出するための仕掛けかもしれない。片方のプレイヤの画像が切り替わらない場合や、同じ画像が表示され続ける場合もある。このような場合は、両プレイヤがパスしたことになる。

## ゲームの終了
120秒の制限時間を過ぎるとゲームは終了となる。プレイヤはパートナーのユーザ名をそこで初めて知り、それぞれの累積スコアが表示される。ペアのスコアはその日のハイスコアと、また個人の累積スコアは全期の通算ランキングと比較表示される。Googleはユーザが高いスコアを目指して多数の画像をラベル付けすることを期待している。
終了画面ではゲーム中に表示された全画像とパートナーのラベル付けも表示される。ゲームに使用された画像についてもっと知りたい場合は、その画像があったWebページへのリンクをたどることができるようになっている。

## Googleにとっての利益
このゲームはただの遊びとして開発されたわけではない。この機能はユーザが楽しめる機能ではあるが、Googleが画像に適切なキーワードを付けられるようにするための巧妙な手段である。ペアで一致した単語はGoogle画像検索用の正確なデータベースを構築するために使用される。
画像の手作業によるタグ付けがなかった過去のGoogle画像検索では、画像が置かれたWebページの内容を当てにしていた。たとえば、"ビル・ゲイツの画像"とキャプションが付けられた写真には検索キーワードとして"ビル・ゲイツ"が割り当てられる。Google Image Labelerは画像がどこで使用されているかだけではなく、プレイヤが画像を見てその内容や意味をラベル付けすること頼りに画像に関するより多くの情報を収集し、検索ユーザがいろいろなキーワードで画像を見つけやすくしている。

## 問題点

### その他の問題
- 画像が読み込みに失敗・時間がかかることがあり、制限時間を消費する。
- このとき、ゲームをよく知っているプレイヤは無得点となるのを嫌って単にパスする代わりに文字 "x" をタイプすることがある。この手は2枚の画像に連続では使用できないので、続けて画像の読み込みに失敗したときは "x" の代わりに "blank" や "none" などの語が使用されることもある。
- タイプしたラベルは6つしか画面上に表示されず、それ以上を入力するとラベルのリストがスクロールする。速いパートナーは1画像に9、10単語ラベル付けすることがある。パスを選択した後も単語の入力は可能で、自分がパスを選択するまでにパートナーが入力していた単語に一致すれば得点となる。自分がパスしたあとにパートナーが一致となる単語をタイプしてもカウントされない。
- 大量の"off limits"リストのある画像がいくつかある場合、スコアはたいてい低いものとなる。場合によっては、"off limits"リストに大量の単語があって、新しいタグを見つけられないことがある。このような場合は時間ばかりが過ぎて合計スコアが伸びない。

## 悪用
サービス開始後1か月経たないうちに、ゲームの悪用が始まり、ラベルとして以下の単語が大量に送りつけられた(スパムされていた): abrasives, accretion, bequeathing, carcinoma, congenita, diphosphonate, entrepreneurialism, forbearance, googley'。プレイヤは各ラウンド後にパートナーが入力した単語を確認できるため、前述の単語が大量に使用されていることを知って、気晴らしや得点稼ぎのためにこれらの単語を使い始めるプレイヤが出始めた。2007年2月7日、Googleは悪用を防止するためにゲームを修正した、前述の単語をフィルタリングして使えなくした。でたらめな単語を入力するきっかけになっていた画像の一部は"Your Partner Wants to Pass"(パートナーがパスを提案しています)というメッセージをすぐに表示するようになり、2007年3月13日にはこれらの画像がいったんは取り除かれたが、3月27日には元に戻された。

## 参照
1. ↑  Human Computation - Google Video
2. ↑  Nas Raja in Matt Cutts: Gadgets, Google, and SEO